# Antoine Cardon
Pour les articles homonymes, voir Cardon (homonymie).
Antoine Alexandre Joseph Cardon dit Cardon le Vieux (1739-1822), est un peintre et graveur bruxellois. Il devint, au gré des changements de souveraineté et des régimes politiques, un artiste reconnu pour son talent.

## Biographie

### Origines et vie familiale
Antoine Alexandre Joseph Cardon est né à Bruxelles, à l'époque dans les Pays-Bas autrichiens, le 7 décembre 1739. Sa date de naissance est donnée par son biographe Edmond De Busscher. Antoine Cardon a été baptisé à Sainte-Gudule le lendemain, 8 décembre 1739. Il était le fils de Jean François Cardon, originaire de la paroisse Saint-Pierre, à Douai, et de Jacqueline Françoise Plumez de la paroisse Saint-Germain à Mons, et qui s’étaient établis à Bruxelles après avoir résidé à Mons où ils s’étaient mariés le 21 juillet 1728 et où ils eurent leurs premiers enfants. Dès son établissement à Bruxelles, Jean François Cardon demanda la bourgeoisie de Bruxelles qu’il obtint le 20 octobre 1736. Antoine Cardon avait au moins quatre sœurs et quatre frères : l’on connait en effet Pierre François, né à Mons et baptisé à Saint-Germain le 29 avril 1729, Marie Ursule Josèphe née à Mons et baptisée à Saint-Germain le 21 octobre 1730, Jean Ghislain né à Mons, et baptisé en la paroisse Saint-Germain le 19 janvier 1733, qui sera à Versailles, d’abord musicien des Gardes françaises, puis violon de la Musique du Roi et maître de violon de Monsieur et qui aura comme fils le musicien Jean-Baptiste Cardon, Marie Thérèse Josèphe Louise Jeanne baptisée à Sainte-Gudule le 24 juin 1736, Gilles Barnabé Charles baptisé à Sainte-Gudule le 11 juin 1738, Marie Catherine Josèphe baptisée à Sainte-Gudule le 26 novembre 1741, Marie Anne baptisée à Sainte-Gudule le 6 août 1743 ainsi que Henri Jacques Ghislain baptisé à Saint-Jacques sur Coudenberg le 31 mai 1746. Ce dernier sera, à Paris, musicien, pensionnaire des Dames de France, Adélaïde de France et ses sœurs, et épousera à Paris, paroisse Saint-Pierre de Montmartre, le 13 février 1786 Geneviève Elisabeth Ruggiery, fille de Petrone, l'un des artificiers de cette célèbre famille, et dont il aura plusieurs enfants, notamment le compositeur et harpiste Fortuné François Claude Cardon, qui se produira aussi au Théâtre royal de la Monnaie.
Antoine Cardon épousa à Bruxelles, paroisse Saint-Nicolas, le 9 avril 1769 Marie Anne Josèphe Margé qui était née à Bruxelles le 20 janvier 1746 et qui avait été baptisée à Notre-Dame du Finistère le surlendemain, 22 janvier 1746. Son épouse mourut à Bruxelles le 11 avril 1776 et fut inhumée le 14 avril 1776. 
Antoine Cardon avait eu plusieurs enfants de son premier mariage, tous baptisés à Sainte-Gudule : Antoine François baptisé le 23 janvier 1770 et qui sera inhumé à Sainte-Gudule le 2 janvier 1772, Philippe Aimé baptisé le 22 décembre 1770, qui sera peintre, et qui épousa à Bruxelles le 18 mai 1802 Catherine Antoinette De Schmid, Antoine Jean Gaspar Louis baptisé le 15 mai 1772 et qui sera graveur à Londres, Louis Victor qui fut inhumé le 25 septembre 1775 âgé de quatre semaines, Joseph Antoine baptisé le 15 avril 1774 et qui fut inhumé le 19 décembre 1775.
En secondes noces, à Bruxelles, dans la paroisse Saint-Nicolas, le 3 février 1782, Antoine Cardon épousa Isabelle Jacqueline Josèphe De Walsche qui était née à Bruxelles le 16 août 1755. Celle-ci mourut à Bruxelles le 25 mars 1788. De ce second mariage, Antoine Cardon avait eu Joseph, né à Bruxelles, au domicile de ses parents à la rue du Persil, le 20 mars 1783 et baptisé le 21 mars 1783 et qui épousa à Bruxelles le 25 août 1806 Anne Marie Louise Vanden Hove. Joseph Cardon fut un artiste musicien, flûtiste très distingué qui fut première flûte de la cour des Pays-Bas, et directeur de la Société des Chœurs de Bruxelles. Il est mort à Bruxelles le 24 octobre 1850 à l'hôpital Saint-Jean, à la rue Pacheco, mais il était domicilié à la rue Locquenghien, n° 3.     
Antoine Cardon est mort à Bruxelles le 10 septembre 1822 à sept heures et demie du soir en sa demeure de la rue de Schaerbeek, 6ème section, n° 862. Le décès fut déclaré par son neveu, Fortuné François Claude Cardon (Paris 1788 – Paris 1845), qualifié de professeur de harpe.
Il avait longtemps habité à Bruxelles à la rue des Comédiens et à la rue du Persil, près de la place Saint-Michel, l'actuelle place des Martyrs. Antoine Cardon est le père du dessinateur Philippe Cardon et du graveur Anthony Cardon dit « Cardon le Jeune » (1772-1813) qui s'établit en Angleterre en 1793 et mourut à Londres.

### Formation
A Bruxelles, il est l'élève de Hyacinthe de La Pegna, peintre de l'impératrice Marie-Thérèse ; il suit durant une année son maître jusqu'à Vienne. Grâce à la protection de Charles de Cobenzl, ministre plénipotentiaire de Marie-Thérèse à Bruxelles, il devint pensionnaire du gouvernement et séjourna à Rome, durant trois années ; il se perfectionne à l'art de peindre et s'initie à la gravure (burin, eau forte). Puis, il se rend à Naples et là se concentre entièrement sur la gravure, produisant sur place en 1764, des Vues de Naples et de ses environs d'après Giuseppe Bracci, donnant lieu à un album composé de 29 planches, puis une nouvelle série, cette fois d'après Gabriele Ricciardelli. Toujours à Naples, il produit ensuite les illustrations gravées pour les quatre volumes des Antiquités étrusques, grecques et romaines (1766-1767) de d'Hancarville.

### Carrière
Rappelé en 1768 à Bruxelles par Charles de Cobenzl pour un ouvrage qui ne vit jamais le jour, il est nommé professeur à l'Académie royale des beaux-arts de Bruxelles et fait en cette ville une brillante carrière de peintre, portraitiste et surtout de graveur (frontispices, vignettes, illustrations destinés à des ouvrages).
Il est un membre très enthousiaste de la franc-maçonnerie, qui avait alors un immense succès dans la haute société des Pays-Bas autrichiens, et son nom figure parmi les premiers initiés de la loge de l'Union (troisième loge de Bruxelles, n° 9, inscrit aux tableaux de 1783 et de 1786). Il grave de nombreux diplômes et emblèmes destinés à la maçonnerie.
Il figure en 1803 parmi les membres fondateurs de la Société de peinture, sculpture et architecture de Bruxelles, dont il fut le trésorier.
En 1810, il fonde à Bruxelles, avec Antoine Brice, une association d'artistes et d'amateurs d'art.
En 1815, le roi Guillaume II des Pays-Bas le nomme membre de l'Institut royal des Pays-Bas : à cette époque, il arrête le burin du fait de son grand âge.

## Œuvre gravé

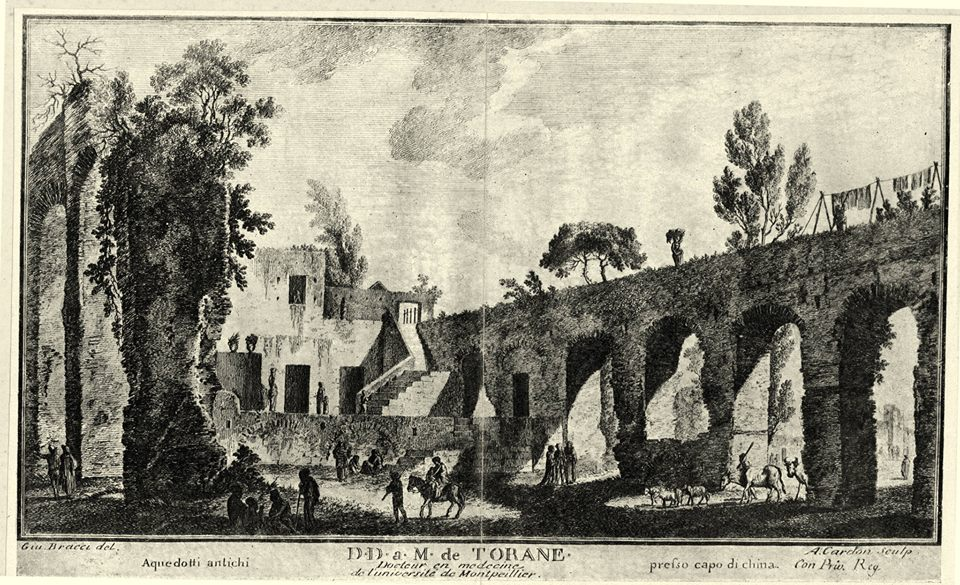
Ponti Rossi [Naples], d'après Bracci, double-feuille.

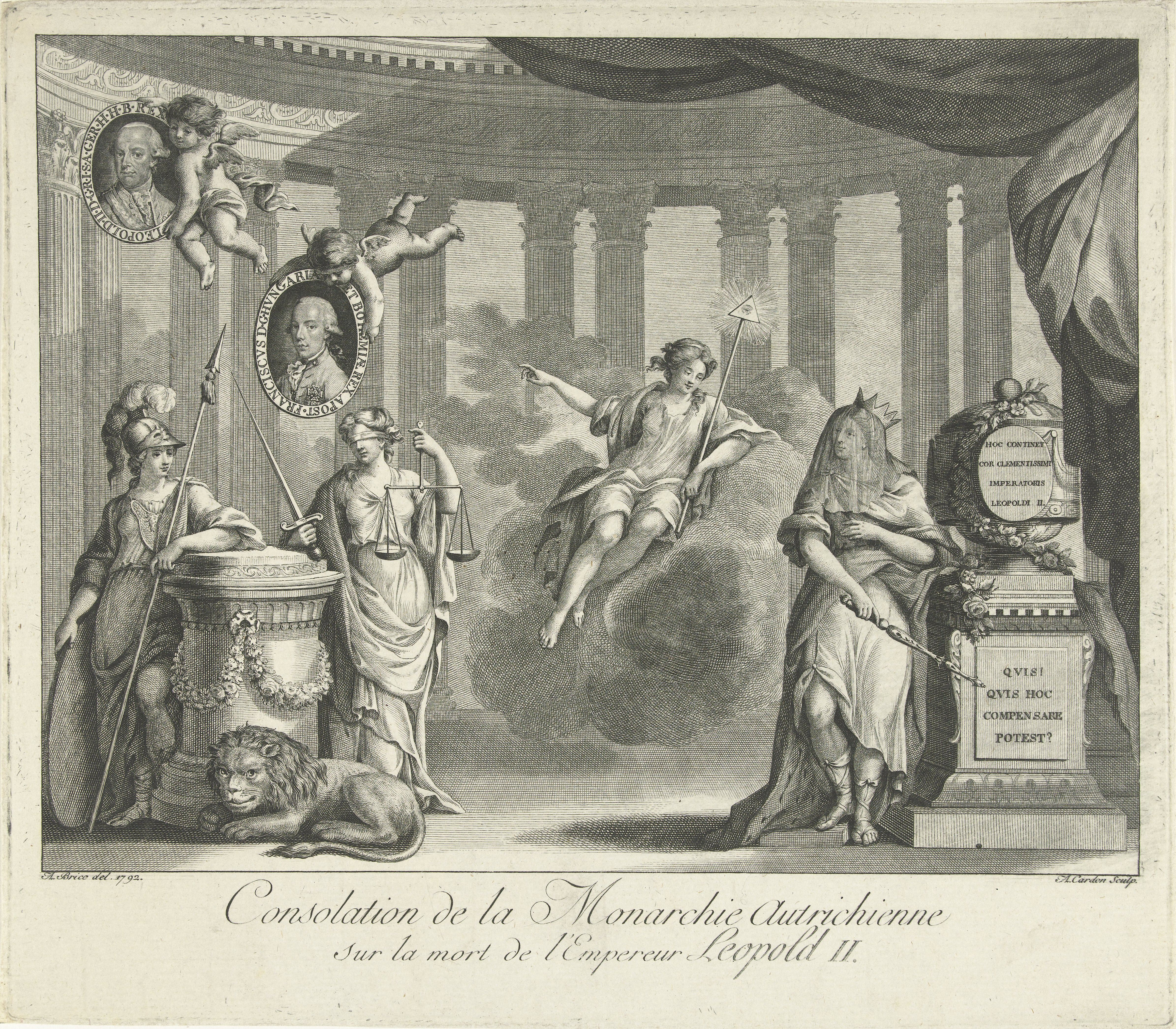
Gravure d'Antoine Cardon d'après le dessin (1792) d'Antoine Brice, Consolation de la Monarchie Autrichienne sur la mort de l'Empereur Léopold II.

- portrait de George, prince de Galles (1764)
- planches de cartographie d'après des tracés de G. Bracci (Naples).
- quatre planches en double-feuille des vues de Naples d'après Ricciardelli, dédiées au duc de Cobenzl (1765-1766).
- planches pour le livre de d'Hancarville concernant les antiquités du cabinet William Hamilton (1731-1803) à Naples (1767).
- planches gravées d'après Antoine Watteau (1769, collection du duc d'Arenberg) dont la Signature du contrat de mariage au village.
- Recueil des figures de neiges élevées en janvier 1772 dans la ville d'Anvers par de jeunes artistes de l'Académie.
- Jeune Pèlerin, planche d'après Philips Wouwerman.
- Paysage avec bestiaux, d'après Nicolaes Berchem.
- Vue d'une campagne de Flandre, d'après Rubens.
- portrait en pied de Joseph II (1787) gravé d'après Guillaume Herreyns.
- gravure d'après Antoine Brice, Consolation de la Monarchie autrichienne sur la mort de l'empereur Léopold Ier (après 1792).
- portrait de P.-P. Rubens.
- portrait du général Vander Meersck.
- portrait de l'archiduc Charles d'Autriche.
- portrait du prince de Ligne d'après Charles Le Clercq.
- portrait gravé du musicien Ignace Vitzthumb[37]